# Caffè Gilli
Pour les articles homonymes, voir Gilli.

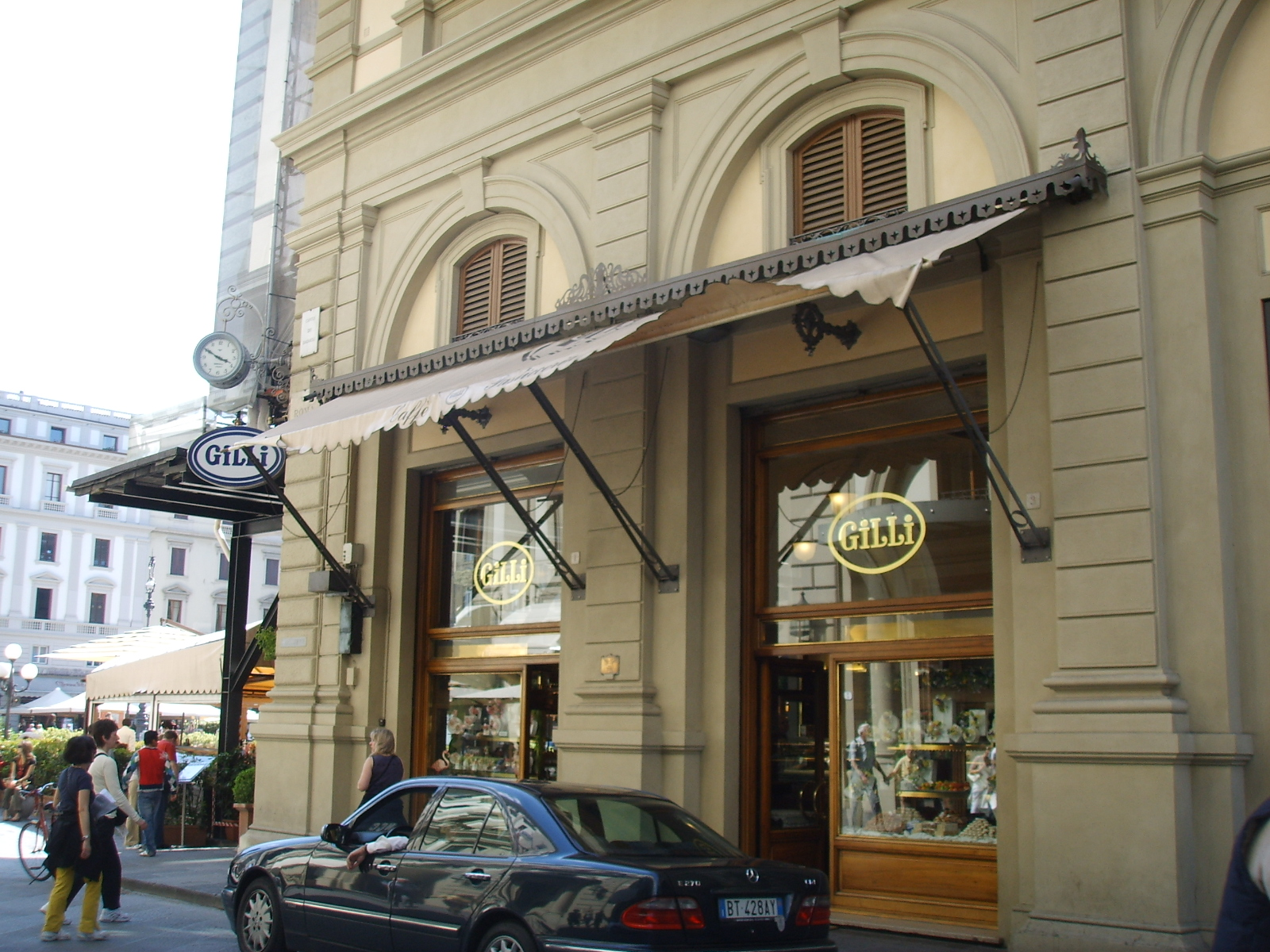
Extérieur.

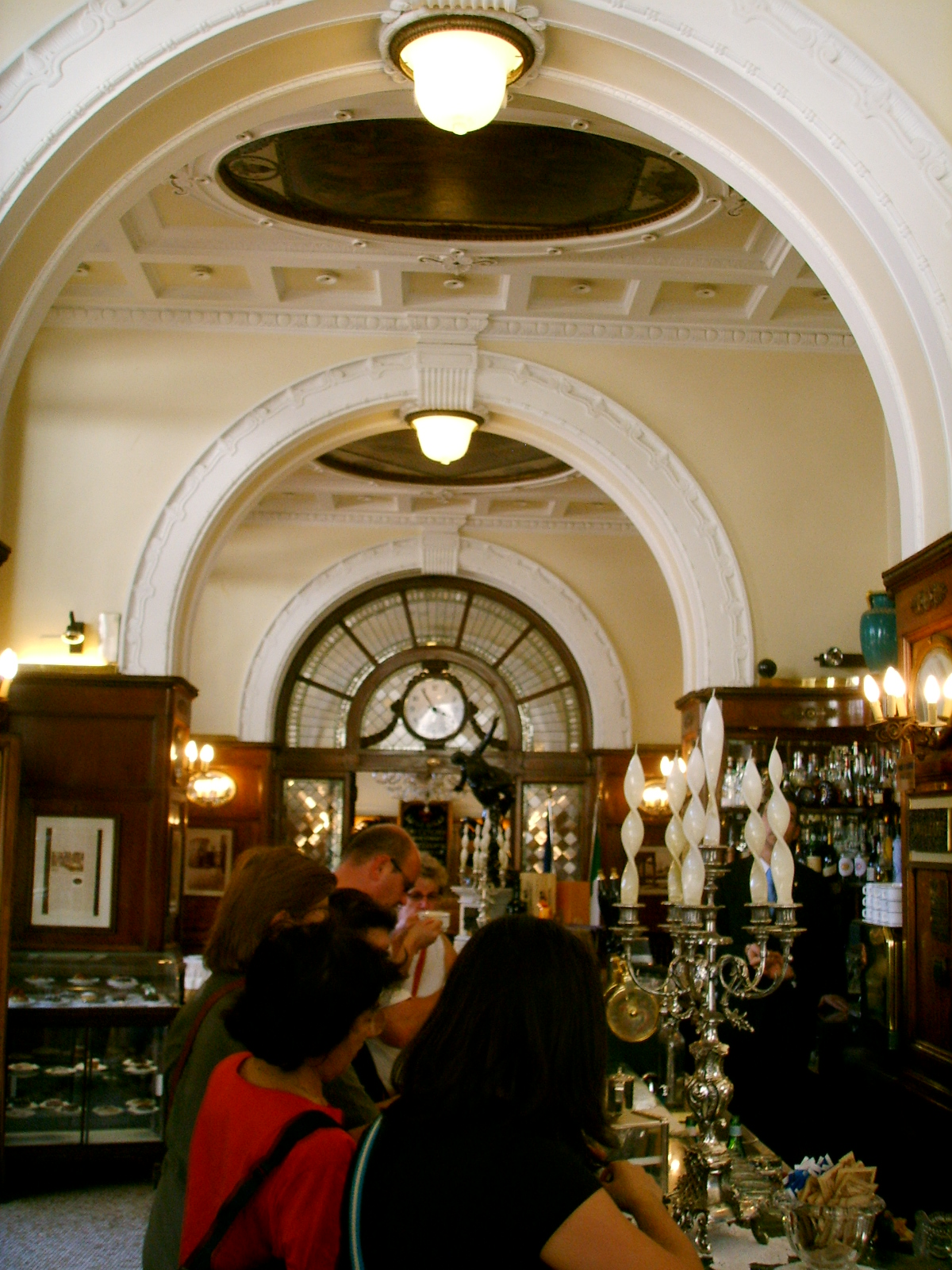
Intérieur.

Le Caffè Gilli est un des célèbres cafés de la piazza della Repubblica de la ville de Florence, sur la partie est de sa face nord.
Outre sa terrasse sur la face nord de la  Piazza, sa pasticceria est directement accessible depuis la via Roma.

## Historique
La présence à Florence du caffè Pasticceria Gilli  remonte au moins à 1733. Cette date apparaît, en fait, gravée sur la façade d'un édifice situé via Calzaiuoli, probablement le site d'origine du premier caffè Gilli, aujourd'hui occupé par une pizzeria. Plusieurs illustrations photographiques témoignent de la présence d'une pâtisserie Gilli sur la piazza della Republica et à l'angle avec la via degli Speziali, déjà à la fin du siècle dernier.
Le transfert de l'établissement dans son siège actuel date en revanche des années 1920, comme le rappellent aussi les vitrines et le mobilier, parfaitement conservés, qui font aujourd'hui de cet établissement le seul exemple d'un café Belle Époque conservé à Florence.
Durant la période du futurisme, le caffè Gilli fut fréquenté comme les autres établissements de la piazza della Repubblica par des  intellectuels  et des artistes, mais contrairement aux autres, les esprits s'y échauffèrent moins et la colère et la confusion y restèrent maîtrisées.
Après la Seconde Guerre mondiale, l'endroit - aussi bien à l'intérieur qu'à l'extérieur - était fréquenté par les premiers touristes, mais aussi par de jeunes clients sans le sou qui faisait halte à l'angle de l'édifice. C'est ici que fut prise la fameuse photo de Ruth Orkin intitulée  American Girl in Italy, qui symbolisa bien un certain machisme ordinaire des années 1950 (une jolie américaine qui passait sur le trottoir devant le bar en attirant les regards de tout un groupe de jeunes hommes). 
Le café était aussi surnommé le « Bar des Fakirs » car beaucoup de clients y consommaient malgré de nombreux « clous » (pour dettes).